# Jarace Walker
Jarace Isaiah Walker (Baltimore, 4 de setembro de 2003) é um jogador norte-americana de basquete profissional que atualmente joga no Indiana Pacers da National Basketball Association (NBA).
Ele jogou basquete universitário pela Universidade de Houston e foi selecionado pelo Washington Wizards como a 8° escolha geral no draft da NBA de 2023.

## Carreira no ensino médio
Walker frequentou a Susquehannock High School no Condado de York, Pensilvânia antes de se transferir para a IMG Academy em Bradenton, Flórida. Em seu último ano, ele teve médias de 16,7 pontos, 8,2 rebotes e quatro assistências. Ele foi selecionado para jogar no McDonald's All-American Game de 2022.

### Recrutamento
Walker foi um recruta consensual de cinco estrelas e um dos melhores jogadores da classe de 2022, de acordo com os principais serviços de recrutamento. Em 4 de novembro de 2021, ele se comprometeu a jogar basquete universitário pela Universidade de Houston, recusando ofertas de Alabama e Auburn.

## Carreira profissional

### Indiana Pacers (2023-Presente)
O Washington Wizards selecionou Walker como a oitava escolha geral no draft da NBA de 2023 e o trocou com o Indiana Pacers, junto com duas futuras escolhas de segunda rodada, pelos direitos de draft de Bilal Coulibaly, a sétima escolha geral. Walker se tornou o prospecto mais bem selecionado da Universidade de Houston desde que Hakeem Olajuwon foi escolhido como a primeira escolha geral pelo Houston Rockets em 1984. Em 1º de julho de 2023, Walker assinou um contrato de 4 anos e US$27.5 milhões com os Pacers.

## Estatísticas de carreira

### NBA

#### Temporada regular
| Ano     | Equipe  | PJ | PT | MPJ  | AP   | 3P   | LL   | RT  | AS  | BR | TO | PPJ |
| ------- | ------- | -- | -- | ---- | ---- | ---- | ---- | --- | --- | -- | -- | --- |
| 2023–24 | Indiana | 33 | 0  | 10.3 | .409 | .400 | .889 | 1.9 | 1.2 | .5 | .3 | 3.6 |

#### Playoffs
| Ano  | Equipe  | PJ | PT | MPJ | AP   | 3P   | LL   | RT | AS | BR | TO | PPJ |
| ---- | ------- | -- | -- | --- | ---- | ---- | ---- | -- | -- | -- | -- | --- |
| 2024 | Indiana | 9  | 0  | 3.4 | .300 | .000 | .667 | .4 | .4 | .2 | .1 | .9  |

### Universitário
| Ano     | Equipe  | PJ | PT | MPJ  | AP   | 3P   | LL   | RT  | AS  | BR  | TO  | PPJ  |
| ------- | ------- | -- | -- | ---- | ---- | ---- | ---- | --- | --- | --- | --- | ---- |
| 2022–23 | Houston | 36 | 35 | 27.6 | .465 | .347 | .663 | 6.8 | 1.8 | 1.0 | 1.3 | 11.2 |

## Links externos
- Biografia do Houston Cougars
- Biografia do basquete dos EUA